# 独孤皇后〜乱世に咲く花〜
『独孤皇后〜乱世に咲く花〜』（どっここうごう らんせにさくはな、簡体字中国語: 独孤皇后）は、2019年の中国のテレビドラマ。全50話。

## 概要
隋の初代皇帝楊堅とその皇后独孤伽羅の生涯を描いた中国歴史ドラマ。

## あらすじ
戦乱が絶えなかった南北朝時代、北周の初期。従弟の宇文毓を天王として擁立した大冢宰の宇文護は政権を掌握し、逆らう者を粛清していた。有力者たちが不満を募らせ民が変革を待ち望む中、朝廷は政権強化を図るべく仏教を広め、毎年盛大な灌仏会を開いた。その日は参席した信者たちが良縁と子宝を願う、一年のうち長安城が最も沸く一日だった。
西暦559年、北周と突厥は和睦を結び、争いを避けた。天王・宇文毓は治世に尽力し、民の暮らしは徐々に改善された。宇文毓の名声は高まり、王という呼称が格に合わぬと臣下が主張した結果、王の呼称は皇帝に、年号は武成に改められた。宇文賢は皇太子、太祖の諡は文帝となり、王后の呼称は皇后と改められ、大々的に罪人を赦免した。
西暦560年4月、宇文邕は先帝の遺言に従い皇帝に即位した。阿史那頌は皇后となり、宇文贇が魯国公となった。その後1年あまり、宇文護は皇帝をしのぐ権力を誇り、万事の決定を自ら下し、新たに設置した中外府に軍を統率させた。宇文護の権勢は絶頂期を迎え、多くの臣下が宇文護に与し、楊忠・尉遅迥・高賓など一部の忠臣のみが皇帝の真の支持者だった。
左宮伯中大夫に任命された楊素は、護衛の名目で皇帝を監視し、皇帝は無力感にさいなまれていた。楊忠と尉遅迥は宇文護の指示どおり兵を訓練し、楊堅・楊整・高熲もそれを助けた。
西暦578年3月、北周は辺境を侵犯した吐谷渾を討伐した。突厥の力を利用する妙策で大勝を収めた宇文贇は、初出征にしてその名をとどろかせた。
西暦578年6月初旬、宇文贇は皇帝に即位した。阿史那頌は皇太后となり、楊麗華・朱氏・元氏・陳氏・尉遅氏が皇后となった。
西暦581年2月甲子の日、皇帝・宇文闡のが詔書を公示し、国運が尽きたと認め、皇位を楊堅に譲った。
西暦581年3月3日、隨王楊堅は皇帝になり、「隨」から不吉な「辶(走)」を抜き、国号を「隋」に改め、後世では文帝と呼ばれた。同日、楊堅の妻・独孤伽羅は皇后となり、長男・楊勇は太子に、次男・楊広は晋王に、長女・楊麗華は楽平公主に、次弟・楊整は蔡王に、三弟・楊瓚は滕王に、四弟・楊爽は衛王に冊封され、高熲・楊素などの建国功臣も爵位と褒美を下賜された。5人目の皇帝を最後に北周の歴史は終焉し、楊堅と独孤伽羅の望んだ時代が訪れようとしていた。
西暦589年、隋の建国9年目。隋帝は陳の首都の建康を陥落させた。皇宮では長きにわたり陳帝・陳叔宝が身を潜めており、公主の陳婉宜と共に捕らえられた。陳叔宝が全面降伏したことで、南北統一を懸けた戦いは隋の勝利に終わった。
陳の滅亡後、楊広は民の口を借り、楊堅と独孤伽羅をたたえ続けた。その結果、楊堅と独孤伽羅は聖皇・聖后とも称されることになった。
西暦600年、隋の建国20年目の11月。楊堅は太子・楊勇の奢侈・享楽・怠惰・不徳を問責した。その結果、楊勇は平民に落とされ、新たな太子として楊広が冊封された。
西暦602年、隋朝・仁寿2年に独孤伽羅が逝去した。諡号は「献」。隋の建国に貢献し、楊堅を支え隋を栄えさせた皇后の死を民は心から嘆いた。この2年後に没した楊堅は伽羅と合葬され、楊広が皇帝に即位する。西暦618年、隋は建国から38年で滅びた。

## スタッフ
- 総監督：張孝正、丁英洲、張自強
- 脚本：楊基

## 主題歌
- 戎対妝（オープニング）[1]
歌詞：段思思、作曲：曾締、歌：容祖児
- 一念三千（エンディング）[2]
歌詞：段思思、作曲：譚璇、歌：張磊（中国語版）、劉惜君（中国語版）
- 天高（挿入歌）[3]
歌詞：劉暢、作曲：譚璇、歌：郁可唯（中国語版）
- 休休（挿入歌）[4]
歌詞：呉建明、作曲：呉牧禅、歌：曾一鳴（中国語版）

## 登場人物・出演者

### 独孤家
- 独孤伽羅：ジョー・チェン
本作の主人公。楊堅の妻。
- 衛国公・独孤信：チン・イエン
北周の大司馬で伽羅の父親。
- 崔氏：郭虹
伽羅の母親。
- 独孤善（中国語版）：孫波
伽羅の兄[5]。
- 上官英娥：陳恒
独孤善の妻。

### 楊家
- 楊堅：チェン・シャオ
楊家の長男。隋の初代皇帝・文帝。
- 隨国公・楊忠：ジャン・レイ
楊堅の父親。
- 楊整：リー・ジョンヤン
楊家の次男。
- 尉遲容：インズー（中国語版）
尉遅迥の娘[6]で楊整の妻。
- 楊瓚：フォン・イールン（中国語版）
楊家の三男。
- 宇文珠（中国語版）：シーズー
楊瓚の妻で北周の順陽公主。
- 楊爽：劉奇(少年)/リウ・ジアイー(青年)
楊家の四男[7]。
- 楊麗華：ソン・イーシン（中国語版）
楊堅と独孤伽羅の長女。
- 楊勇：タン・シアオティエン（中国語版）
楊堅と独孤伽羅の長男。
- 元珍：任婉婧
楊勇の正室。
- 雲若霞（中国語版）：朱菱霧
楊勇の側室。
- 楊広：陳鴻錦(少年)/マー・ズーミン(青年)
楊堅と独孤伽羅の次男。
- 蕭薔：林田媛
後梁の公主で楊広の妻。

### 宇文家
- 晋国公・宇文護：ジァン・カイ（中国語版）
北周の大冢宰。
- 宇文会：ウー・ホン
宇文護の息子。
- 宇文毓：チエン・ヨンチェン（中国語版）
北周の第2代天王。
- 独孤般若：チー・チエンジュン
独孤家の長女で宇文毓の王后。
- 雲嬋：陳偌汐（中国語版）
宇文護の姪で宇文毓の第二王后[8]。
- 宇文賢（中国語版）：葉愷文
宇文毓と独孤般若[9]の息子で太子。
- 魯国公・宇文邕：チー・ジー（中国語版）
宇文毓の異母弟。
- 阿史那頌：ハイ・ルー（中国語版）
宇文邕の正室。
- 宇文贇：王新宇
宇文邕と側室の息子。
- 朱満月：焦娜
宇文贇の5人の皇后の一人。宇文闡の生母。
- 陳月儀：陳婧
宇文贇の5人の皇后の一人。
- 尉遅熾繁：張静
宇文贇の5人の皇后の一人。
- 元楽尚：袁禕一
宇文贇の5人の皇后の一人。
- 趙王・宇文招（中国語版）：常晋
太祖・宇文泰の七男。宇文毓や宇文邕の弟。
- 陳王・宇文純（中国語版）：関心
太祖・宇文泰の九男。宇文毓や宇文邕の弟。

### 尉遅家
- 蜀国公・尉遅迥：孫磊
尉遅寛の父。
- 尉遅寛：張林
冬官府（土木・水利など普請を所管）の中大夫。
- 趙嫣：孫夢佳
尉遅寛の妻で楊堅とは幼馴染。
- 尉遅文姫：賀楚清（幼女）／顧語涵（少女）／伍宇辰檸（成人）
尉遅寛と趙嫣の娘。

### 高家
- 高賓：李朶
北周の司空。
- 高熲：ジャン・ルー
高賓の息子で、宇文邕や独孤伽羅とは幼馴染。
- 賀抜氏：
高熲の妻。
- 高霊：駱言
高熲と賀抜氏の娘で、楊勇に嫁ぎ第二太子妃[10]になる。

### 陳国
- 陳叔宝：王海龍
陳の最後の皇帝。
- 陳婉宜：許暁晗
陳の公主で陳叔宝の妹。

### その他
- 楚国公・趙貴：馮千
北周の太傅。
- 趙越：馮暉（中国語版）
宇文護の腹心。
- 阿史那玷厥：彭博
阿史那頌の弟[11]。
- 楊素：閆粛
宇文護に従い左宮伯中大夫に任命される。
- 鄭祁耶（中国語版）：高葉
楊素の妻。

## 放送リスト
| 第1話 |  | 2021年10月5日放送  | 年 月 日 |
| --- |  | ------------------ | -------- |
| 戦乱の絶えぬ南北朝時代の北周、従弟の宇文毓を天王として擁立した大冢宰の宇文護は政権を掌握し権勢を振るっていた。 有力者たちが不満を募らせ、民が変革を待ち望む中、朝廷は政権強化を図るべく仏教を広め毎年盛大な灌仏会を開いた。１年のうち長安城が最も沸くその日、独孤伽羅と楊堅は運命的な出会いを果たす。 そんな中、宇文護の息子の宇文会が罪人を連行する道すがら１人の娘をさらう。伽羅と楊堅は娘を救おうと馬に飛び乗る。           |  |                    |          |
| 第2話 |  | 2021年10月6日放送  | 年 月 日 |
| 宇文護から屋敷に招かれた独孤伽羅の父、衛国公大司馬の独孤信と楚国公太傅の趙貴は、宇文護から執拗に酒を勧められる。 趙貴は独孤信の制止に耳を貸さず大量の酒を飲み泥酔して、宇文護が犯してきた罪がいかに多く重いかを語り始め、さらに宇文護を暗殺する計画を口走ってしまう。 その頃、独孤家には結納の品を届けるために楊堅がやってくる。そこへ独孤伽羅の姉で北周王后の独孤般若も訪れる。王后の希望で伽羅と楊堅は鼓舞を競う。           |  |                    |          |
| 第3話 |  | 2021年10月7日放送  | 年 月 日 |
| 山中に隠れていた独孤伽羅と楊堅だったが、宇文会に見つかってしまう。宇文会に殺されかけていた楊堅だったが間一髪のところで楊堅の父、隨国公の楊忠と楊堅の弟たちに助けられる。 そして伽羅は楊忠の申し出により楊家に身を寄せることにする。一方、宇文護は楊忠に続き独孤信を支持する重臣が現れることを警戒し、事態を静観することにする。 そんな中、宇文護は天王に呼ばれ独孤信を放免するよう指示されると、天王に刃を突きつけ…。          |  |                    |          |
| 第4話 |  | 2021年10月8日放送  | 年 月 日 |
| 宇文護は収監されている独孤信の元を訪れ、自分に与することを求めるが、それを拒んだ独孤信を自害に見せかけ牢で殺す。 その直後、牢に駆けつけた独孤伽羅と楊堅は無残な独孤信の姿を目にする。朝廷内では独孤信の死に疑念があると楊忠が天王に申し出る。 また宇文護に対する暗殺計画の真相糾明により独孤信の無念を晴らさんとする声も高まり、天王は証人である蕭左の再審問を行うことにする。楊忠は行方をくらました蕭左を追うが…。            |  |                    |          |
| 第5話 |  | 2021年10月9日放送  | 年 月 日 |
| 独孤信の謀反の疑いが晴れることはなく、すでに捕らわれていた家族と共に生きることを選んだ独孤伽羅は、楊家を出て牢に向かう。 伽羅を救おうと伽羅の元恋人で天王の弟の宇文邕は伽羅に求婚するが、それを伽羅は頑なに拒否する。そして間もなく、独孤家の全員を遠方で幽閉との処罰が下る。 楊堅は伽羅を案じ幽閉地に向かう行程に付き添うが、長安を出ると謎の刺客が現れ家族は次々と襲われ絶命していく。その知らせは宇文邕にも届き…。          |  |                    |          |
| 第6話 |  | 2021年10月12日放送 | 年 月 日 |
| 宇文護は貨幣の偽造を再開するため、新たな熟練の職人たちを集め忠誠を誓わせる。そんな中、悲惨な最期を遂げた家族のために独孤家の墓を建てた王后は、宇文護から罪人の墓を建てたと廃位を迫られる。 それを聞いた天王は自分を廃位するよう宇文護に申し出る。その頃、身を隠していた独孤伽羅は宇文護への復讐を果たそうと策を練っていた。 そして満を持して１人で暗殺を試みるが失敗し、助けに来た楊堅は宇文護に捕らわれてしまい…。            |  |                    |          |
| 第7話 |  | 2021年10月13日放送 | 年 月 日 |
| 楊瓚は父や兄たちを救ってもらおうと天王の元へ向かう。楊瓚の話を聞いた天王は宇文護を訪ね、王位を譲る代わりに楊堅の処刑を中止することを求めるが一蹴される。 宇文護の狙いは楊忠の持っている精鋭された兵力と、独孤伽羅の命だった。それらを手にしようと、宇文護は楊堅の処刑を公にする。 狙いどおり処刑場に伽羅が現れ捕まえることに成功した宇文護は一旦処刑を中止し、楊堅を助ける条件として大隊を1つ差し出せと楊忠に迫る。            |  |                    |          |
| 第8話 |  | 2021年10月14日放送 | 年 月 日 |
| 宇文護は楊忠から奪った兵を各地に送り、宇文会は兵舎を増築すべく土地を接収する。そのため多くの民が農地を失い生活の糧を失った。 その頃、楊瓚に一目ぼれした公主の宇文珠は、宇文護に楊瓚との結婚の承諾を願うが楊家と敵対しているため反対される。しかし、宇文珠は命懸けで懇願し楊家の情報を流すという条件付きで許される。 楊家では楊瓚の結婚が決まり喜びに沸いていたが、楊忠は自分が抱えていた兵が宇文会に殺されたことを知り…。      |  |                    |          |
| 第9話 |  | 2021年10月15日放送 | 年 月 日 |
| 独孤伽羅と楊堅は、楊瓚と宇文珠の婚儀の同日に自分たちも婚儀を挙げ、そこに宇文護を招き毒殺しようとする。それに気づいた伽羅の義姉上官英娥は伽羅を守るため宇文護に襲いかかるが失敗し自害して果てる。 目の前で義姉を亡くした伽羅だったが、宇文護に刺客の正体を問われるも悲しみを必死に堪え見ず知らずの他人だと言う。 後日、宇文護は王后が禁錮を破って独孤伽羅と楊堅の婚儀に参列したことを問題視し、王后の廃位を求め…。              |  |                    |          |
| 第10話 |  | 2021年10月16日放送 | 年 月 日 |
| 王后の死は天王の本性を呼び覚ました。表面上は傀儡を演じながらも宇文護から実権を取り戻すべく天王は密かに動き出していた。 また独孤伽羅の兄、独孤善も宇文護が貨幣を偽造している証拠をつかむため、貨幣の鋳造所に潜入する。そんな中、突厥が斉を征伐するための援軍を周に要請してくる。 それに乗じて伽羅は宇文護を将軍として送り出し長きにわたり長安を空けさせる策を思いつき、突厥の元公主、宇文邕の妻阿史那頌に協力を求める。         |  |                    |          |
| 第11話 |  | 2021年10月19日放送 | 年 月 日 |
| 独孤伽羅は楊整の妻、尉遅容と門客の陸作謙の密会現場を目撃する。伽羅が容を問い詰めると、容は申し開きするが、陸作謙が二度と戻ってこないようにしなければ、楊整に話すと言う。 その頃、宇文護は自身の出征中に天王の監視を怠らぬよう配下に念を押し、また王后の選考から辞退しようとする姪の雲嬋を引き止める。 そんな中、平民のみを征伐軍兵として徴兵していることに憤った楊堅は兵に志願しようとするが、楊忠が激しく反対し衝突する。     |  |                    |          |
| 第12話 |  | 2021年10月20日放送 | 年 月 日 |
| 周軍の出立の日、独孤伽羅は自分と同じく戦地へ赴く夫を見送りに来ていた楊素の妻、鄭祁耶と出会う。一方、王后に即位した雲嬋は亡き前王后への思いが強い天王から冷遇され続け、悲嘆に暮れる。 その様子を見かねた伽羅は王后に声をかける。伽羅の優しさに癒された王后は、美しい刺繍を施した手製の手拭いを伽羅に贈る。 その見事さに感服した伽羅は、貧村の女たちにその技術を伝授してもらおうと王后の身分は伏せ王后を貧村に連れていき…。      |  |                    |          |
| 第13話 |  | 2021年10月21日放送 | 年 月 日 |
| 鋳造技師に取り入った独孤善は、宇文護が硬貨に含まれる金銀を減らし余った分をせしめていたことを知る。 一方、独孤伽羅は民を貧困から救うために王后から伝授された技術を生かした布を作る染織工房を徐卓の力を借り造るが、王后が工房内でケガを負ってしまう。 それを聞きつけて王宮にやってきた王后の従兄の宇文会は、伽羅を問責すべきだと天王へ申し立てるが王后は伽羅の責任ではないとかばう。その頃、天王は地方官吏の腐敗を知り…。        |  |                    |          |
| 第14話 |  | 2021年10月22日放送 | 年 月 日 |
| 楊堅は長安での政変に宇文護が気づきつつあることを独孤伽羅に知らせるため、暗号を忍ばせた伝書を送る。急ぎ長安へ帰還したい宇文護は楊堅の報告を信じず進軍し絶体絶命の窮地に陥る。 その頃、王宮では病に侵された太子を救うべく王后が太子の病を自分の体に感染させ、自分の体で薬効を試してほしいと申し出る。その命賭けの行為は皆から敬服され、天王の心も打つ。 そんな中、戦況の知らせが天王の元に入り楊忠が王宮に呼ばれる。             |  |                    |          |
| 第15話 |  | 2021年10月23日放送 | 年 月 日 |
| 戦況を聞きに魯国公府に行った独孤伽羅は宇文邕の目の前で倒れ、その伽羅の介抱を巡り宇文邕は阿史那頌と言い争う。その頃、戦地で孤立無援となった宇文護は斉の徐之信から書簡で投降を迫られ激高する。 そして長安では、尉遅寬が偽金作りの背後に宇文護がいるとつきとめるが、時を同じくして宇文護の危機を知った宇文会が保身のために尉遅寬の懐柔を試みようと動きだす。 そんな中、天王より命を受けた楊忠が援軍の将として出立する。           |  |                    |          |
| 第16話 |  | 2021年10月26日放送 | 年 月 日 |
| 階段を踏み外した阿史那頌は流産し、医者から今後の懐妊は難しいと告げられる。悲しみに暮れた阿史那頌は独孤伽羅を逆恨みし、階段で伽羅に押されたと宇文邕に嘘をつく。 そして、阿史那頌は伽羅も流産させようと宇文珠を利用し堕胎薬を飲ませようとする。それに気づいた伽羅は魯国公府を訪ね阿史那頌と対峙する。 その頃、宇文会に陥れられ貨幣偽造の共犯に仕立て上げられた尉遅寬は悩んだ末に司空の高賓の元を訪れ全てを打ち明ける。           |  |                    |          |
| 第17話 |  | 2021年10月27日放送 | 年 月 日 |
| 独孤善や徐卓の策が功を奏し宇文会は貨幣偽造の容疑で摘発される。そして、その場に現れた尉遅寬も宇文邕の命で捕らわれてしまう。 その頃、ようやく命からがら森から抜け出した楊堅と高熲一行だったが、突然現れた刺客たちに襲われてしまう。一方、隨国公府では独孤伽羅が難産により生死の境をさまよっていた。 母子のどちらを救うのかと助産師から選択を強いられた楊家の面々だったが、楊堅の生死も分からない状況で決断ができず…。            |  |                    |          |
| 第18話 |  | 2021年10月28日放送 | 年 月 日 |
| 処刑場への護送中に脱走を試みた宇文会は、現場の警護に当たっていた楊堅に弓矢で射ぬかれ命を落とす。貨幣偽造の件が決着したことと宇文会を葬ったことで、独孤善、伽羅の兄妹はようやく再会を果たす。 しかし善は、宇文護がまだ大冢宰でいることを理由に長安に戻ることを拒む。一方、宇文護は息子の死による心痛から中風を患ったふりをしながら天王を殺す機会を虎視眈々とうかがっていた。 そんな中、宇文邕は宇文護の詐病を疑い…。            |  |                    |          |
| 第19話 |  | 2021年10月29日放送 | 年 月 日 |
| 尉遅寬の暴力から逃れ家を出た趙嫣と尉遅文姫を楊家の別邸にかくまっていた楊堅は、趙嫣との関係を疑う独孤伽羅と口論になる。 そんな中、阿史那玷厥が周を訪れ先の戦における大冢宰の惨敗をあざけり天王に孫子の兵法を贈る。それに対して天王は玷厥を諭し、また義誠公主を玷厥に嫁がせると言い、これにより周と突厥は和睦を結ぶ。 治世に尽力した天王の名声が高まり、王という呼称が格に合わぬと臣下が主張し、王の呼称は皇帝となる。           |  |                    |          |
| 第20話 |  | 2021年10月30日放送 | 年 月 日 |
| 楊素は宇文護に呼ばれ屋敷に行くと、そこには病に伏しているはずの宇文護が以前と変わらぬ姿でいた。宇文護の詐病を知り驚いた楊素だったが、宇文護のために働くと忠誠を誓う。 そんな中、高熲は酒を飲みながら涼州の話をする怪しい男たちを捕らえ、長安での行動を聞き出そうとする。 一方、独孤伽羅から皇帝の身辺に気を払うよう忠告された皇后は、侍従が皇帝の食べ物に毒を盛っている様子を目撃し、それを問い詰めようとするが…。              |  |                    |          |
| 第21話 |  | 2021年11月2日放送  | 年 月 日 |
| 楊堅は隠密隊を率い長安付近に軍営を構えた李文貴と厳統領を捕らえ、宇文護が謀反を企んでいることを白状させる。 そんな中、みずからに死が迫っていることを悟った皇帝は朝議を開き、宇文邕を皇位継承者に指名する。そこへ宇文護が兵を引き連れて現れ皇帝と押し問答を繰り返す。 皇帝も兵を呼び宇文護を捕らえよとの命を出すが…。一方、密かに皇帝の命を受け文昌殿に兵符を取りに向かう独孤伽羅だったが、楊素らに邪魔をされる。                |  |                    |          |
| 第22話 |  | 2021年11月3日放送  | 年 月 日 |
| 皇帝に即位することを決意した宇文邕は、宇文護に対し取り入るかのような態度を取り続ける。 そんな中、宇文護は屋敷に楊忠ら重臣を招き、新たな皇帝をどのように支えるべきかを話し合う。しかし、そこで宇文護は楊忠の言葉尻をことごとくとらえ、場の空気が不穏になる 。高賓と尉遅迥が必死に宇文護をなだめていた頃、その情報を聞きつけた独孤伽羅、楊堅、高熲は独孤信らの二の舞になるのではと不安になり宇文邕に助けを求めるが…。            |  |                    |          |
| 第23話 |  | 2021年11月4日放送  | 年 月 日 |
| 母を亡くした尉遅文姫は屋敷を飛び出し、人知れず妙善庵に身を寄せる。独孤伽羅と楊堅は必死に文姫を捜すが見つけることができず…。 そんな中、覚悟を決めた宇文邕は皇帝に即位するが、権勢の絶頂期を迎えた宇文護に朝廷を牛耳られてしまう。また宇文護は重臣の家に間者を忍ばせる。 楊家の間者は門客の張剣で蕭左を通じ宇文護に楊家の情報を流させていた。そのことに気づいた伽羅はそれを逆手に取る策を思いつき蕭左に罠をしかける。            |  |                    |          |
| 第24話 |  | 2021年11月5日放送  | 年 月 日 |
| 楊忠は宇文護の間者だった張剣を楊家から追い出す。張剣と同じく宇文護に楊家の情報を流している宇文珠は、張剣の一件を知り怯える。 その全てを知っていた独孤伽羅は宇文珠を優しく諭すと、宇文珠は二度としないと誓う。その頃、干ばつにより国が傾いていた突厥が周の辺境に侵攻してくる。 皇帝は宇文護に押し切られる形で皇后阿史那頌の祖国突厥の討伐を許可することとなる。納得のいかない皇后は皇帝に強く反発し意見を述べるが…。            |  |                    |          |
| 第25話 |  | 2021年11月6日放送  | 年 月 日 |
| 突厥との戦に臨んだ楊堅は阿史那玷厥を生け捕りにする。宇文護は捕らえた阿史那玷厥を利用し突厥を脅そうと企んでいた。 そのもくろみを悟った独孤伽羅は、周と突厥のさらなる関係悪化を防ぐため阿史那玷厥を解放した方が得策だと考え楊堅に提案する。 一方、弟の玷厥が捕まったことを知った皇后は取り乱し皇帝に詰め寄り非難する。しかし、夜遅く王宮に宇文護がやってきて阿史那玷厥の行方を皇帝と皇后に問いただすが２人は理解できず…。        |  |                    |          |
| 第26話 |  | 2021年11月9日放送  | 年 月 日 |
| 身も心も病んだ尉遅寬は、尉遅文姫が身を寄せる妙善庵の前で行き倒れていた。住職たちに発見され妙善庵に運ばれるも、父親の姿を見た文姫は幼少期を思い出し恐れ逃げだし隠れる。 その頃、宇文護は斉から周を守るという名目により地方で徴兵と鉄器の没収を行い、長安を囲むように兵を配していく。 着々とさん奪準備を進める宇文護の動きを察した独孤伽羅と楊堅は虞州に赴き、徐卓に協力を求める。その頃から楊忠の体調に異変が現れ…。            |  |                    |          |
| 第27話 |  | 2021年11月10日放送 | 年 月 日 |
| 隨国公府では楊忠の葬儀がしめやかに執り行われていた。そこへ宇文護が現れ弔いの言葉を述べるが、それを聞く楊家の人々の胸中は悔しさに溢れていた。 そんな中、宇文護は長安を無防備にしようと、楊堅に大軍を率いて斉を攻めるよう命じる。宇文護の狙いを察した独孤伽羅は皇后の書信を携え突厥に向かい、阿史那玷厥に助力を乞う。 一方、命に応じ出兵していた楊堅は軍営に潜んでいた宇文護の間者たちを捕らえ、偽の情報を伝えさせる。           |  |                    |          |
| 第28話 |  | 2021年11月11日放送 | 年 月 日 |
| 謀反に失敗した宇文護は、これまでに犯した罪の責めを負い公開処刑される。皇帝は宇文護の排除にあたり奮闘した臣下各々に褒美を与え、独孤家の汚名もそそがれ官位も回復し、独孤善にも官位が与えられる。 これにより独孤伽羅の復讐は完結する。伽羅は宇文護に最後まで忠誠を誓い宇文護を守ろうとし囚われている楊素の義理堅さに注目し、皇帝に救済を求める。 そんな中、皇帝は国の建て直しを図るために仏教を禁ずる方針を表明し…。              |  |                    |          |
| 第29話 |  | 2021年11月12日放送 | 年 月 日 |
| 楊素は周囲に真の理解者がいないことを嘆いている皇帝に趙越をそばに置いてはと進言する。宇文護の最側近だった趙越の名を聞くや否や皇帝は激怒する。 しかし、皇帝は考え直し趙越を太卜として登用する。そんな中、大軍を率い出征するよう勅命が下った楊堅は出征し、斉の城を次々と攻め落とし長安は勝報に沸き返っていた。 天下統一を目指す皇帝は、さらなる進攻を命じようとするが連戦により疲弊した兵を案ずる重臣たちは異を唱え…。            |  |                    |          |
| 第30話 |  | 2021年12月13日放送 | 年 月 日 |
| 独孤伽羅が皇帝に乱暴されかけたことを知った楊堅は、皇帝のいる文昌殿に押し入る。皇帝を非難する楊堅に皇帝は今まで抑えてきた伽羅への思いを吐き出す。 それから２人は取っ組み合いになり、そこへ駆けつけた高熲と伽羅が間に入ることでようやくその場は収まり、楊堅も不問に処される。 しかし、後日皇帝は斉への征伐戦で楊堅に少数の先鋒隊による城攻めと、ろう城を命じる。伽羅は皇帝が戦を利用し楊堅を殺すつもりだと考え…。                |  |                    |          |
| 第31話 |  | 2021年11月16日放送 | 年 月 日 |
| 晋城に陣取った楊堅は斉軍に包囲されるが、独孤伽羅が連れてきた援軍と合流し包囲網の突破に成功する。 そして楊堅は苦戦を強いられていた皇帝を助けに行き、共に鄴城を攻め落とす。凱旋後、皇帝は最も大きな功を立てた楊堅に対する計らいと称し４人の側室を与える。 皇帝の悪意に満ちた仕打ちに不満を募らせ長安を離れる決意を固めた楊堅は、戦で心身が疲弊したため大将軍は辞退し地方で働きたいと皇帝に申し出て、定州への赴任が許される。     |  |                    |          |
| 第32話 |  | 2021年11月17日放送 | 年 月 日 |
| 総官として定州に赴任した楊堅は荒れた土壌を整備し民に農地を与え、独孤伽羅は徐卓の力を借りつつ紡績業を発展させることで民の暮らしを豊かにする。 一方、長安では皇帝が仏教を禁じたことで僧侶が行き場を失い、国全体が混乱していく。そんな中、定州の楊堅たちの元に高熲一家が訪ねてくる。 数年ぶりの再会を喜び、お互いの子どもたちの成長を称えあう。そして、高熲は長安の悲惨な状況と、すっかり変わってしまった皇帝の話をし始め…。      |  |                    |          |
| 第33話 |  | 2021年11月18日放送 | 年 月 日 |
| 独孤伽羅は長安への帰還報告と楊広の引き取りのために皇宮を訪れる。同行した伽羅の娘の楊麗華を見た太子の宇文贇は楊麗華に恋心を抱く。 そんな中、楊堅が皇帝から実権を有さない閑職を与えられたことで、伽羅は楊家の力を蓄えることの必要性を改めて感じる。 そんな中、麗華の気を引きたい太子は人が変わったように勉学に励み周りを驚かせる。その様子を喜ばしく見ていた皇后は、皇帝に太子の縁組み話を持ち出す。皇帝もそれに同意し…。        |  |                    |          |
| 第34話 |  | 2021年11月19日放送 | 年 月 日 |
| 楊堅と独孤伽羅の娘、楊麗華は太子妃となり太子の寵愛を一身に受けていた。 その頃、皇帝は侵犯を繰り返す部族、吐谷渾の討伐を尉遅迥に命ずるが、独孤伽羅の助言を思い出した太子が出征を志願する。そして、太子は楊堅から教わった奇策により大勝を収める。 しかし、間もなく今度は突厥が周の辺境に侵犯してくる。臣下が穏やかな解決策を提言するが、皇帝はみずから出征し突厥を討つと宣言する。そして、皇帝は戦地へと赴くが…。                |  |                    |          |
| 第35話 |  | 2021年11月20日放送 | 年 月 日 |
| 宇文邕の崩御により宇文贇が皇帝に即位する。宇文贇は即位に際し、礼法を変え４人の側室を皇后に格上げする意向を示す。これに不満を抱く楊麗華だったが受け入れるしかなく…。 その頃、大司馬に任じられた楊堅は汚職を厳しく取り締まっていた。後ろ暗い皇族と結託していた趙越は、楊堅を排除しようと皇帝を惑わし始める。 先帝が崩御し気持ちの緩んだ新皇帝の宇文贇は趙越の策どおりに堕落していき、政は楊堅に任せっきりになる。                |  |                    |          |
| 第36話 |  | 2021年11月23日放送 | 年 月 日 |
| 皇帝の子をみごもった朱皇后が何者かの細工により転倒する。危険を感じた楊皇后は無事に出産が終わるまで朱皇后を楊家で預かる手配をする。 そんな中、新宮の建設を望む皇帝のため、趙越は税の滞納が続いている州への督促を行うよう楊堅に求めるが断られる。その腹いせに趙越は歪曲した話を皇帝に報告する。 さらに先帝が捜し続け見つけられなかった宇文護の隠した金塊を楊堅がせしめたのではと言い、皇帝が持つ楊堅への不信感をあおる。         |  |                    |          |
| 第37話 |  | 2021年11月24日放送 | 年 月 日 |
| 皇帝から宇文護が隠していた金塊をせしめたのかと追求された楊堅は、真実味のある弁明で事なきを得る。 しかし、楊堅が夜更けに皇帝から呼び出されていたことを知った楊皇后は、禁軍が動いていた理由について皇帝を問い詰め皇帝を激怒させてしまう。 皇帝は楊皇后を含め楊家を皆殺しにするといきまいていた。その騒ぎが独孤伽羅の耳にも入り、慌てて皇宮に向かった伽羅が目にしたものは、恐ろしい形相で楊皇后に剣を突きつけてる皇帝の姿だった。 |  |                    |          |
| 第38話 |  | 2021年11月25日放送 | 年 月 日 |
| 突厥に占領された酒泉を奪い返すために出征した楊堅は、戦うことなく久方ぶりに再会した可汗と酒を酌み交わす。 可汗が周に侵攻した理由が凶作による食糧難だったことを打ち明けると、楊堅は定州統治で培った農業の知識を突厥に伝えることを提案する。 可汗はそれを受け入れ周と突厥はまた友好的な関係に戻ることとなる。この結果に皇帝は喜び楊堅は長安に戻ることをを許される。そんな中、享楽にふける皇帝に趙越がある進言をする。             |  |                    |          |
| 第39話 |  | 2021年11月26日放送 | 年 月 日 |
| 先帝の遺詔により左丞に任命された楊堅は趙越一派との全面対決を心に決める。 実権を握るつもりだった趙越は、楊堅に新帝宇文闡を補佐する権限まで与えられたことに憤慨し、兵を引き連れ新帝を皇宮に軟禁する。知らせを受けた楊堅は大軍を率いて皇宮へ向かう。 その頃、太皇太后の阿史那頌は楊堅へ禅譲すると楊皇太后に打ち明ける。それに対して楊皇太后は真っ向から反対する。そして、いよいよ楊堅たちと趙越一派との直接対決が始まり…。        |  |                    |          |
| 第40話 |  | 2021年11月27日放送 | 年 月 日 |
| 楊皇太后は宇文闡から楊堅へと禅譲されることを防ぐため、禅譲を提言した太皇太后を殺そうとするが独孤伽羅にいさめられる。 そして、禅譲を受け皇帝に即位した楊堅は新しい国号を隋と定め、伽羅は皇后となり、長男楊勇は太子に冊封され、楊堅の弟たちは親王となる。 周の皇太后だった楊麗華は隋では公主となり、周最後の皇帝宇文闡とひっそり暮らしていたが、そこに伽羅が現れ宇文闡を連れていく。楊麗華はこの先、伽羅を恨み続け…。            |  |                    |          |
| 第41話 |  | 2021年11月30日放送 | 年 月 日 |
| 謀反の旗頭になることに対する懸念から臣下より阿史那頌と宇文闡の自決を求められた楊堅は悩んでいた。それを知った独孤伽羅は２人を阿史那頌の故郷突厥へ逃がしてはと楊堅に提案する。 そして伽羅が阿史那頌の元に行きその話をすると阿史那頌は感謝する。そこにはもう伽羅を憎む阿史那頌の面影はなくなっていた。 その頃、巡行中の楊勇は朝廷が送った物資を横領していた官吏を処刑し、その一報を受けた楊堅と伽羅は楊勇の成長を喜ぶ。           |  |                    |          |
| 第42話 |  | 2021年12月1日放送  | 年 月 日 |
| 独孤伽羅は楊勇が結婚したい相手だと語る平民の娘、雲若霞と会うが、不分別な人間性に失望し結婚を許そうとしない。しかたなく楊勇は雲若霞を東宮に隠しこっそり住まわせる。 その頃、梁が反乱を企てている可能性が朝議で論じられ、楊勇は梁に使臣を送り忠告するよう楊堅に求めるが楊堅の考えは異なっていた。楊堅は楊広と楊素を梁に向かわせ梁の皇帝を隋に呼ぶ。 楊広は梁の皇帝の妹、公主蕭薔に心奪われるも太子でない自分では無理だと…。      |  |                    |          |
| 第43話 |  | 2021年12月2日放送  | 年 月 日 |
| 楊勇が雲若霞を東宮に隠していることに気づいた尉遅容は楊勇と独孤伽羅を仲たがいさせようと、双方に接近し状況が悪化するよう仕向ける。 そんな中、楊広は心を奪われた梁の公主蕭薔との結婚を許されるが、楊勇の意思は却下され元珍と結婚させられる。高い志を持ち太子妃になった元珍だったが楊勇に冷遇され…。 その頃、楊麗華は心を閉ざしたままで伽羅が住まいを訪れても会おうとはしない。それでも伽羅は扉越しに麗華に語り続ける。            |  |                    |          |
| 第44話 |  | 2021年12月3日放送  | 年 月 日 |
| 楊勇に冷遇され続けた元珍は心労により風邪を悪化させる。独孤伽羅はそんな元珍を構いもせず雲若霞と戯れる楊勇に激怒し、太子の座を奪う可能性をほのめかし叱責する。 その話を耳にした楊広は自分を支持する臣下たちをを呼び今後どのように行動するかを話し合う。そして、雲若霞の出産が始まったころ、元珍が危篤となり伽羅が駆けつけるも元珍は息を引き取る。 楊堅と伽羅が元珍の死を悼んでいるところに息子を抱いた楊勇が現れ…。              |  |                    |          |
| 第45話 |  | 2021年12月4日放送  | 年 月 日 |
| 楊広は、みずからが太子となるため楊素を味方に付ける。そして楊広の妻の蕭薔と尉遅容は楊勇に太子として致命的な過ちを犯させるべく暗躍する。 その頃、陳の難民が隋に押し寄せ、楊堅は陳の民を救い南北統一を果たすために出征を決意する。楊堅の不在中、朝廷を取りしきることになり張り切っていた楊勇だったが雲若霞が政務の邪魔する。 隋は陳との戦に予想以上に苦戦を強いられるが勝利する。しかし、激しい戦いの中で楊整が命を落とし…。      |  |                    |          |
| 第46話 |  | 2021年12月7日放送  | 年 月 日 |
| 楊広の企みにより王誼に耿康を殺させてしまった楊勇は、楊堅の逆鱗に触れ自粛生活を余儀なくされる。 そんな中、国を失い隋で暮らすことになった陳の最後の皇帝陳叔宝は楊勇と親交を深め、陳の公主だった陳婉宜は独孤伽羅に仕えたいと申し出て、それを許される。 その頃、立て続けに起きている反乱について朝議で論じられる。反乱の首謀者が不明な中、楊広が同州で起きた反乱は周の残党が宇文家の再興を目的に起こしていると話し…。              |  |                    |          |
| 第47話 |  | 2021年12月8日放送  | 年 月 日 |
| 反乱軍の拠点で王誼が麟趾館から持ち出した資料が見つかり、楊勇は無関係の自分まで反乱軍との結託を疑われるのではと恐れる。 そんな中、楊爽は王誼を牢から連れ出し楊堅と独孤伽羅に事のてんまつを説明させようとするが、尉遅容の策略により王誼を殺されてしまう。 楊爽は王誼が死ぬ直前に話した言葉が気になり、事の真相を探り始める。しかし、しばらくして無残に刺殺された楊爽の遺体が皇宮に運び込まれる。伽羅の悲しみは大きく…。          |  |                    |          |
| 第48話 |  | 2021年12月9日放送  | 年 月 日 |
| 突厥では内乱が起き、隋と友好的な達頭可汗の阿史那玷厥が杰哈に殺されてしまう。杰哈が率いる突厥が隋に侵攻を始める。 その頃隋では、楊勇が陳叔宝と共に遊びほうけていることを楊堅に叱責され、再び自粛生活を送ることになる。そんな中、尉遅容は独孤伽羅を苦しめるために楊堅と如意を情事に及ばせようと画策する。 陳婉宜が容と如意の行動が怪しいと伽羅に進言すると、伽羅も同様に疑念を抱いているが事の推移を見守ると言い…。              |  |                    |          |
| 第49話 |  | 2021年12月10日放送 | 年 月 日 |
| 独孤伽羅から楊堅を寝取った理由を問い詰められた如意は、自分の本当の名前は尉遅文姫だと告げ復讐するためだったと全てを話した直後に自害する。 楊堅は如意を死なせた伽羅に激怒する。その後、伽羅の命で尉遅容の寝所を調べた陳婉宜は媚薬の効果を有するお香と猛毒を有する唐小豆を見つける。 伽羅は容に最後の機会を与えるも、容は伽羅に毒入り小豆がゆを執拗に進める。伽羅に問い詰められ観念した容は尉遅家の恨みを晴らすためだったと…。    |  |                    |          |
| 第50話 |  | 2021年12月11日放送 | 年 月 日 |
| 楊広の策略により失言した楊勇は、その内容を聞いた楊堅に激怒され、ほどなく太子の座を追われたうえ平民に落とされる。 新たな太子として冊封された楊広が東宮で臣下と冬至を祝っている頃、自分の悲惨な状況を受け入れられない楊勇は皇宮に押し入る。 独孤伽羅は楊勇の正気を失ってしまった姿を目の当たりにし酷く悲しみ、その後体調を崩し寝込むようになる。楊堅との夫婦の溝もいまだ埋まっていない中、最期の時を迎えようとしていた。         |  |                    |          |